# کابل جوانان
کابل جوانان یا جوانان کابل تیم کریکت عضو لیگ برتر افغانستان می‌باشد. لیگ برتر افغانستان تیم مادر بای کابل جوانان است. راشد خان آرمان کریکت‌باز معروف افغانستان به عنوان کاپیتان و هیث استریک اهل زیمبابوی مربی آن در سال ۱۳۹۷ بودند..

## تشکیلات تیم
هیث استریک مربی، راشد خان آرمان کاپیتان و بازیکن‌های ذیل عضو فعلی این تیم هستند:
| ش.               | بازیکن         | ملیت                | توپ‌زنی   | توپ‌اندازی          | سال ورود |
| توپ‌زن‌ها          | توپ‌زن‌ها        | توپ‌زن‌ها             | توپ‌زن‌ها  | توپ‌زن‌ها            | توپ‌زن‌ها  |
| ---------------- | -------------- | ------------------- | -------- | ------------------ | -------- |
| ۱                | حضرت‌الله زازی  | افغانستان           | چپ‌دست    | چپ‌بازو، ارتودوکس   | ۲۰۱۸     |
| ۲                | کولین اینگرام  | آفریقای جنوبی       | چپ‌دست    | راست‌بازو، لیگ بریک | ۲۰۱۸     |
| ۳                | شهیدالله کمال  | افغانستان           | چپ‌دست    | چپ‌بازو، ارتودوکس   | ۲۰۱۸     |
| ۴                | فطرت‌الله خاوری | افغانستان           | ناشناخته | ناشناخته           | ۲۰۱۸     |
| ۵                | ضیا جان        | افغانستان           | راست‌دست  | راست‌بازو، آف‌بریک   | ۲۰۱۸     |
| نگهدارندگان ویکت |                |                     |          |                    |          |
| ۶                | افسر زازی      | افغانستان           | راست‌دست  | —                  | ۲۰۱۸     |
| ۷                | لیوک رونچی     | نیوزیلند            | راست‌دست  | —                  | ۲۰۱۸     |
| Alrounders       |                |                     |          |                    |          |
| ۸                | لاوری ایوانز   | انگلستان            | راست‌دست  | راست‌بازو، میانه‌تیز | ۲۰۱۸     |
| ۹                | جاوید احمدی    | افغانستان           | راست‌دست  | راست‌بازو، آف‌بریک   | ۲۰۱۸     |
| ۱۰               | مسلم موسی      | افغانستان           | راست‌دست  | راست‌بازو، متوسط    | ۲۰۱۸     |
| ۱۱               | نصیر توتاخیل   | افغانستان           | راست‌دست  | راست‌بازو، متوسط    | ۲۰۱۸     |
| ۱۲               | راشد خان       | افغانستان           | راست‌دست  | راست‌بازو، لیگ‌بریک  | ۲۰۱۸     |
| ۱۳               | عثمان عادل     | افغانستان           | راست‌دست  | راست‌بازو، متوسط    | ۲۰۱۸     |
| ۱۴               | ظاهر شهزاد     | افغانستان           | راست‌دست  | چپ‌بازو، ارتودوکس   | ۲۰۱۸     |
| توپ‌اندازها       |                |                     |          |                    |          |
| ۱۵               | علی خان        | ایالات متحده آمریکا | راست‌دست  | راست‌بازو، میانه‌تیز | ۲۰۱۸     |
| ۱۶               | فرید احمد      | افغانستان           | چپ‌دست    | چپ‌بازو، میانه‌تیز   | ۲۰۱۸     |
| ۱۷               | نصیر توتاخیل   | افغانستان           | چپ‌دست    | چپ‌بازو، ارتودوکس   | ۲۰۱۸     |
| ۱۸               | نجات مسعود     | افغانستان           | راست‌دست  | راست‌بازو، متوسط    | ۲۰۱۸     |
| ۱۹               | وین پارنیل     | آفریقای جنوبی       | چپ‌دست    | چپ‌بازو، میانه‌تیز   | ۲۰۱۸     |
| ۲۰               | ضمیر خان       | افغانستان           | چپ‌دست    | چپ‌بازو، ارتودوکس   | ۲۰۱۸     |
| ۲۱               | سهیل تنویر     | پاکستان             | چپ‌دست    | چپ‌بازو، تیز        | ۲۰۱۸     |

- در فصل اول مسابقات، بورد به سهیل تنویر اجازه مشارکت نداد.